# Roczyny

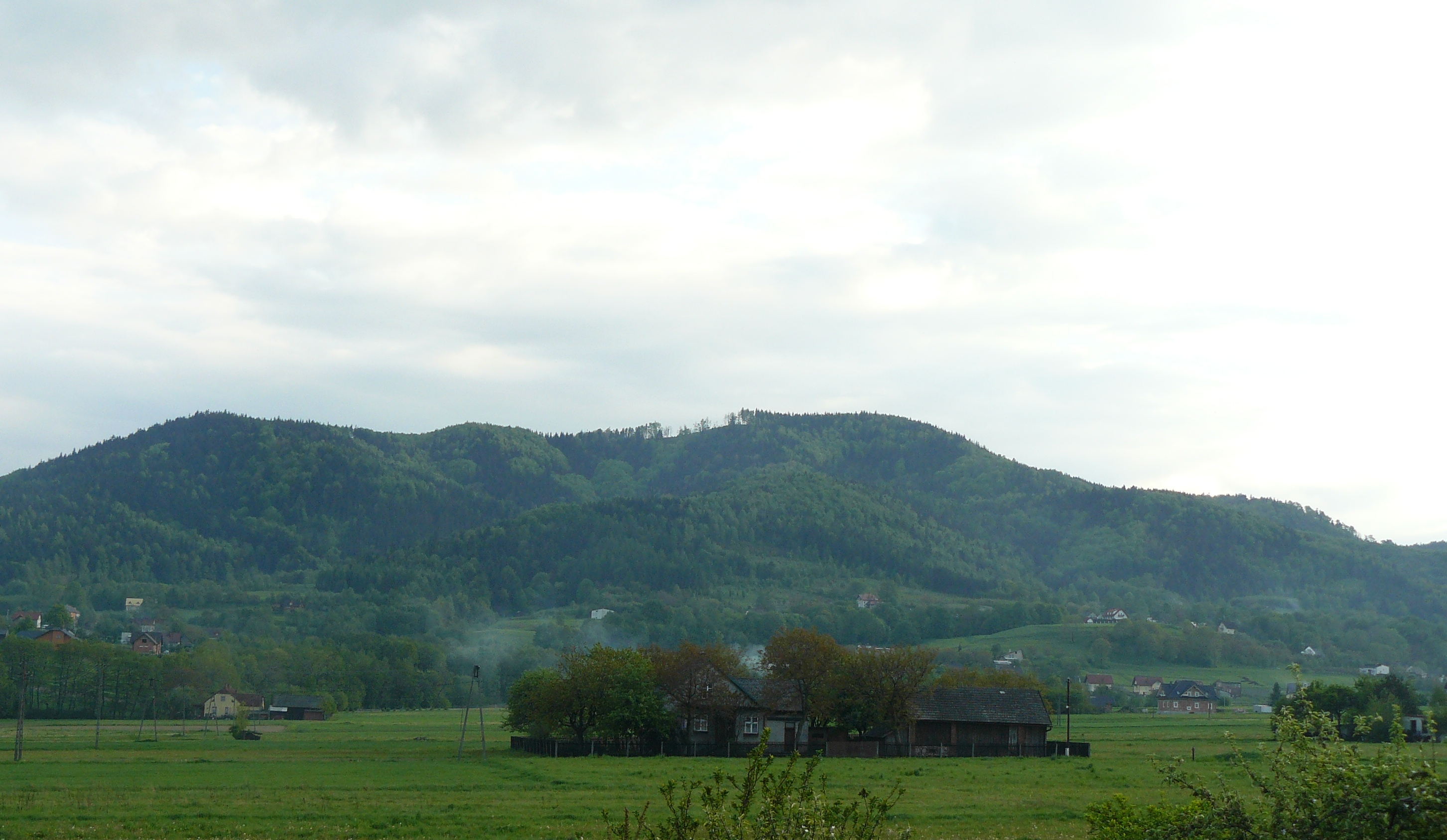
Ortsansicht

Roczyny ist eine Ortschaft mit einem Schulzenamt der Gemeinde Andrychów im Powiat Wadowicki der Woiwodschaft Kleinpolen, Polen.

## Geographie
Roczyny liegt im Schlesischen Vorgebirge (Pogórze Śląskie) unter den Kleinen Beskiden (Beskid Mały).
Das Dorf hat eine Fläche von 838 ha.
Nachbarorte sind die Stadt Andrychów im Nordosten, Targanice im Südosten, Brzezinka im Süden, Bulowice im Westen.

## Geschichte
Der Ort wurde 1457 erstmals urkundlich als Rocziny erwähnt, als es mit dem Herzogtum Auschwitz von Polen abgekauft wurde.
Bei der Ersten Teilung Polens kam Roczyny 1772 zum neuen Königreich Galizien und Lodomerien des habsburgischen Kaiserreichs (ab 1804).
1918, nach dem Ende des Ersten Weltkriegs und dem Zusammenbruch der k.u.k.-Monarchie, kam Roczyny zu Polen. Unterbrochen wurde dies nur durch die Besetzung Polens durch die Wehrmacht im Zweiten Weltkrieg. Es gehörte dann zum Landkreis Bielitz im Regierungsbezirk Kattowitz in der Provinz Schlesien (seit 1941 Provinz Oberschlesien).
Von 1975 bis 1998 gehörte Roczyny zur Woiwodschaft Bielsko-Biała.
Im Jahre 1980 wurde die römisch-katholische Pfarrei errichtet.

## Söhne und Töchter der Gemeinde
- Czesław Kiszczak (* 19. Oktober 1925 in Roczyny; † 5. November 2015 in Warschau), Politiker, stellvertretender Ministerpräsident